# بلنه
بلنه شهری در استان پلون کشور بلغارستان است که جمعیت آن در سال ۲۰۰۱ میلادی ۹٬۹۰۳ نفر بوده‌است.